# Rembrandt Bugatti

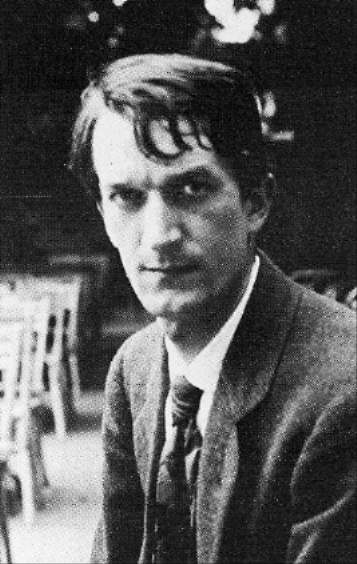
Rembrandt Bugatti

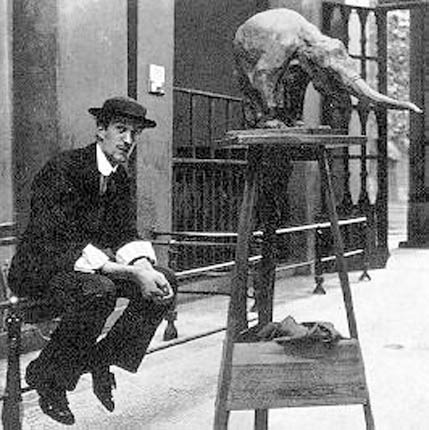
Rembrandt Bugatti in de Zoo van Antwerpen

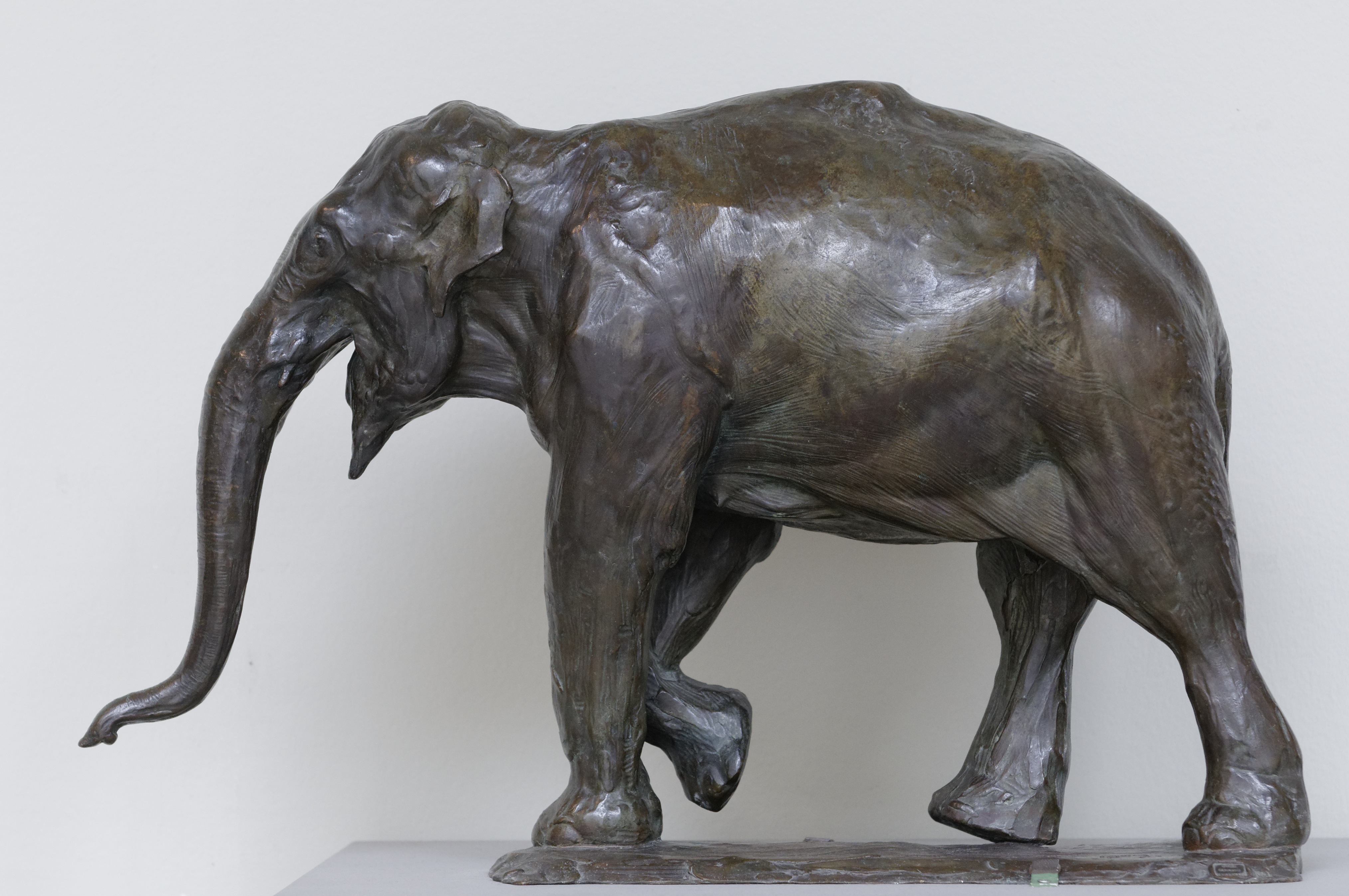
Bugatti's Olifant (1909)

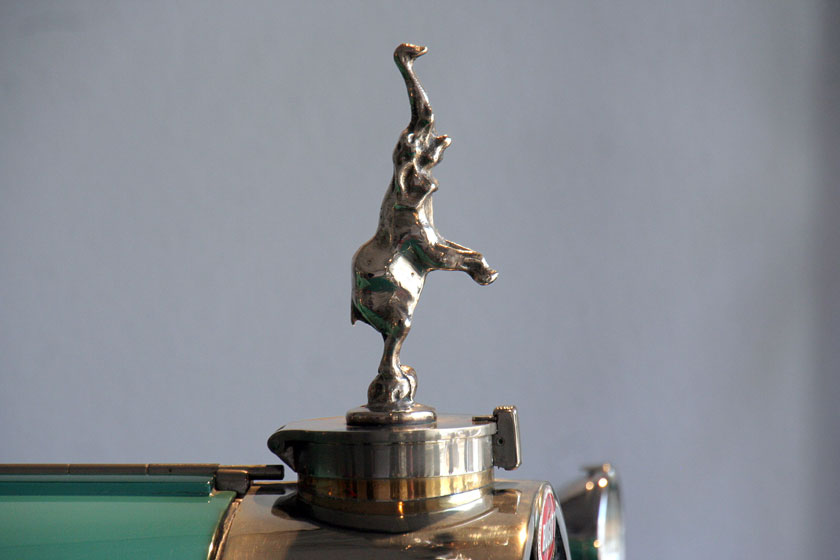
Olifant op de Bugatti Royale

Rembrandt Bugatti (Milaan, 16 oktober 1884 – Parijs, 8 januari 1916) was een Italiaanse beeldhouwer, vooral bekend om zijn bronzen beelden van dieren, animalierbronzen.

## Biografie
Rembrandt Bugatti maakte deel uit van een bijzondere artistieke familie. Hij was de tweede zoon van Carlo Bugatti en zijn vrouw, Teresa Lorioli. Zijn oudere broer was Ettore Bugatti, stichter van het automerk Bugatti.
Zijn voornaam kreeg hij van zijn oom, de schilder Giovanni Segantini. Zijn vader was een succesvol en belangrijk ontwerper van art-nouveaumeubels en -juwelen en werkte eveneens met textiel, keramiek en zilverwerk. Rembrandt Bugatti groeide op in een milieu waar vele vrienden en kennissen van zijn ouders uit de artistieke wereld kwamen. In 1902 verhuisde de familie naar Parijs waar ze in een gemeenschap van ambachtslieden leefden.
Als kind hing hij rond in de werkplaats van zijn vader en werd door een vriend van de familie, de Russische beeldhouwer Prince Paolo Troubetzkoy (1866–1938), aangemoedigd om met plasticine te werken. Hij leefde teruggetrokken en vluchtte in zijn werk.
Volwassen was hij met zijn 1,93 m uitzonderlijk groot voor zijn generatie. Ondanks zijn imposante verschijning was hij een zeer gevoelig en melancholisch persoon.
Hij verbleef zeven jaar, van 1907 tot aan de Belgische overgave tijdens de Eerste Wereldoorlog in 1914, in Antwerpen. Ondanks zijn contacten met andere kunstenaars zoals Alberic Collin en Isidore Opsomer, bleef hij vooral een kluizenaar, weinig communicatief en sociaal tijdens bijeenkomsten.
Bugatti had regelmatig financiële problemen. Mogelijk in de hand gewerkt door zijn generositeit ten opzichte van zijn vrienden en het feit dat hij zijn garderobe zelf ontwierp, een gewoonte die hij van zijn vader had overgenomen. Hij ontpopte zich in Antwerpen als een ware dandy.

## Werk
Rembrandt Bugatti was nog maar een jonge man van 17 jaar toen hij in zee ging met bronsgieter en galeriehouder Adrian Hébrard. Hij produceerde een aantal bronzen beelden die met succes door Hébrard gepromoot en tentoongesteld werden. Bugatti's liefde voor de natuur en in het bijzonder de dierenwereld zette hem ertoe aan een groot deel van zijn tijd door te brengen in het wildreservaat nabij het Jardin des Plantes in Parijs of in de Zoo van Antwerpen, waar hij de kenmerken en de bewegingen van exotische dieren bestudeerde. 1904 en 1905 vormden een vruchtbare periode. Toch beklaagde hij er zich op een bepaald ogenblik over dat hij een beeldhouwer voor de bourgoisiesalon was geworden en kleine werkjes moest leveren. Hij droomde ervan grotere werken te kunnen maken.
In 1910 verdwenen de puur natuurlijke vormen en werden zijn sculpturen steeds meer hoekig, geometrisch en gestructureerd, waarschijnlijk onder invloed van het kubisme. Hij verloor zichzelf echter niet in puur kubistische constructies. Verbazingwekkend kan men art-deco-elementen ontdekken in zijn werk, waarmee hij duidelijk voor was op zijn tijd. Men kan gemakkelijk denken dat zijn sculpturen een decennium later zouden zijn gemaakt.
Zijn sculpturen van dieren zoals olifanten, panters en leeuwen behoorden tot zijn meest waardevolle en populaire werken. De zilveren olifant (1904) op de radiator van de Bugatti Royale (auto) uit de jaren 20 was gegoten uit een van de originele sculpturen van Rembrandt.
Vandaag de dag halen Rembrandt Bugatti's werken astronomische prijzen op veilingen over de hele wereld. Een exemplaar in brons van zijn werk heilige Hamadryas baviaan een ontwerp van omstreeks 1909-1910, werd bij Sotheby's op 5 mei 2010 geveild (lot 42 - getekend R. Bugatti met stempel cire perdue/H.Hébrard - genummerd 8) voor $2,098 miljoen. Eveneens op deze veiling een Leeuwin van 1909-1910 (lot 44 - getekend R. Bugatti met stempel cire perdue/H.Hébrard - genummerd 1) voor $1,426 miljoen, een  grote giraffe met gebogen kop van 1910 (lot 45 - getekend R. Bugatti met stempel cire perdue/H.Hébrard - genummerd 6) eveneens voor $1,426 miljoen.

## Eerste Wereldoorlog, zelfmoord
Tijdens de Eerste Wereldoorlog zag de Zoo van Antwerpen zich genoodzaakt de meeste van zijn wilde dieren af te maken. Meerdere redenen lagen aan de basis. Men wilde verhinderen dat sommige dieren tijdens de bombardementen zouden uitbreken. Een genadeschot zou hen bovendien behoeden voor verhongering. Mogelijk hierdoor en in combinatie met zijn ervaringen tussen de zieken en stervenden als vrijwillig paramedicus bij het Rode Kruis Militair Hospitaal in Antwerpen, raakte Bugatti, die veel van deze dieren als inspiratiebron gebruikte, zo beroerd dat hij op 8 januari 1916 - op 31-jarige leeftijd - zelfmoord pleegde in zijn atelier in Montparnasse, Parijs. Hij ligt begraven in het familiegraf op de gemeentelijke begraafplaats van Dorlisheim in Bas-Rhin een departement van de Elzas, in het oosten van Frankrijk.

## Rembrandt Bugatti-prijs
Om de herinnering aan de beeldhouwer levend te houden, richtte  de Koninklijke Maatschappij voor Dierkunde Antwerpen in 1947 een tweejaarlijkse prijs Rembrandt Bugatti in. De prijs bekroont een werk van een beeldhouwer van dieren, en is voorbehouden aan (oud)leerlingen van de Koninklijke Academie voor Schone Kunsten van Antwerpen. Vanaf 2002 werden de Verlat-prijs (schilderkunst met dieren als thema) en de Bugatti-prijs samengevoegd, en om de twee jaar uitgereikt. 